# Trichophycus pedum

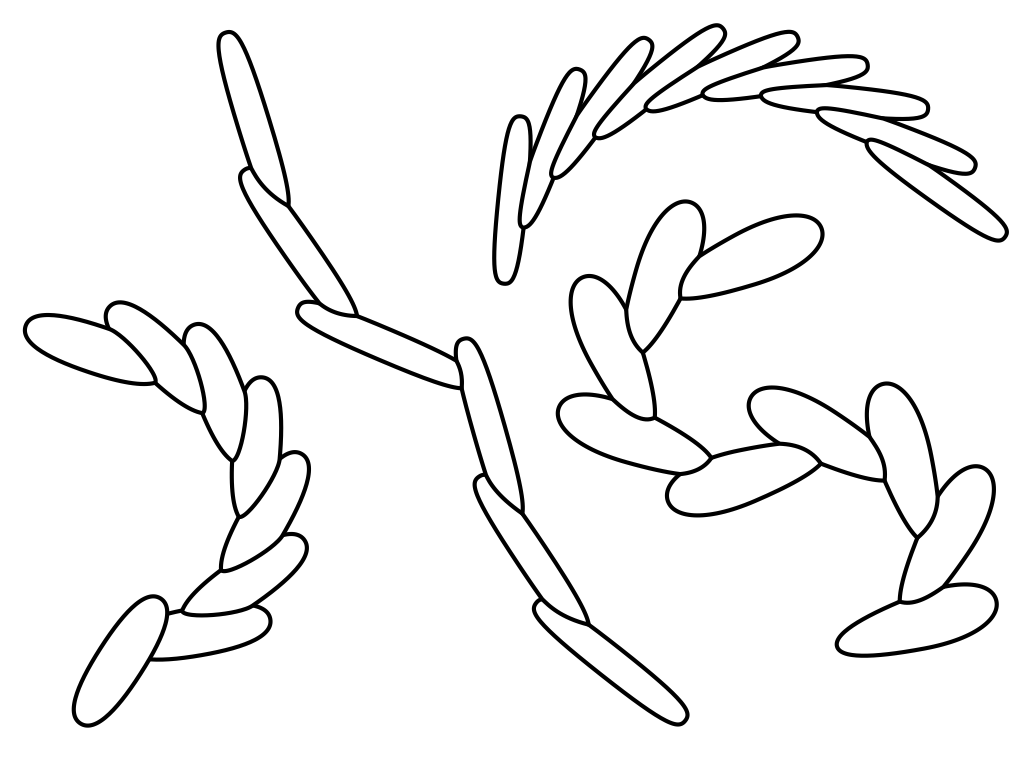
Diferentes formas que pueden adoptar los restos de Trichophycus pedum.

Trichophycus pedum (también, Treptichnus pedum) se considera el primer icnofósil complejo ampliamente extendido. Se encuentran en todo el mundo, habitualmente en estratos por encima de la fauna de Ediacara. Su aparición más temprana, contemporánea con el final de la fauna de Ediacara, se ha utilizado para definir el límite entre los períodos Cámbrico y Ediacárico. Sin embargo, desde entonces ha sido descubierto por debajo del límite, que en la actualidad se define por GSSP.
Trichophycus pedum se considera un animal más complejo que los pertenecientes a la anterior fauna de Ediacara. El icnofósil tiene un patrón bastante complicado y distintivo en torno a un hueco central, a veces sinuoso o en bucle. El organismo lo formó mediante sucesivas excavaciones entre los sedimentos en busca de nutrientes, generando un patrón que recuerda a un ventilador o a una soga retorcida. Es posible que se haya formado por excavación justo por debajo la superficie en vez de perforación vertical.
El animal presumiblemente carecía de elementos anatómicos duros, tales como conchas o huesos, pues sólo se han encontrado las huellas de sus excavaciones. Su morfología y relación con los animales modernos, por lo tanto, son desconocidas, y algunos incluso discuten su inclusión en el reino animal.